# マーキュリー・レッドストーン・ロケット開発試験飛行
マーキュリー・レッドストーン・ロケット開発試験飛行（マーキュリー レッドストーン ロケット かいはつしけんひこう、英: Mercury-Redstone Booster Development ; MR-BD）は、アメリカ合衆国のマーキュリー計画で行われた、ロケット開発のための無人の試験飛行である。実物大模型のマーキュリー宇宙船とレッドストーンMRLV-5ロケットを使用し、1961年3月24日、フロリダ州ケープカナベラルの第5発射施設から発射された。
チンパンジーのハムを乗せたマーキュリー・レッドストーン2号 (MR-2) では様々な問題が発生し、マーキュリー・レッドストーン・ロケットに人間を搭乗させるためには、さらなる改良が必要であることが明らかになった。そのため、ヴェルナー・フォン・ブラウン博士はMR-BDの試験をMR-2とMR-3の間に追加することを決定した。
MR-2で発生した異常な加速の原因は、サーボ弁が蒸気発生器への過酸化水素の流れを適切に制御できず、燃料ポンプに過剰な出力を与えたことによるものだった。MR-BDとその後のマーキュリー・レッドストーンロケットでは、再び速度超過を起こすことのないよう、推力制御器と速度積算系が改良された。
もう一つの問題は、全長が長くなったレッドストーンの先端部分で発生した、空気力学的圧力によって引き起こされた調和振動だった。これを解決するため、バラストセクション (Ballast Section) と呼ばれる先端部の空洞部分に4本の補強材が追加され、さらに機器区画上部の内壁に95キログラムの防音材が貼られた。
試験ではマーキュリー宇宙船の実物大模型と、実際には作動しない緊急脱出用ロケットが使用された。また宇宙船には、逆噴射ロケットと切離し用ロケットはつけられていなかった。
飛行は8分23秒で終了し、最大高度は183キロメートル、飛行距離は494キロメートルだった。また速度は時速8,245キロメートルに到達し、宇宙船にかかった加速度は最大で11g (108m/s2) だった。ロケットと模型の宇宙船を切り離すことは計画されていなかったため、両者は一体となったまま予定された着水点より8キロメートル手前の大西洋上に落下し、海底に到達する前に自爆装置で爆破された。
MR-BDは完璧な成功を収めたため、マーキュリー・レッドストーン3号でアラン・シェパードを飛行させるための道を開いた。

## 雑知識
ソビエト連邦では、MR-BDは失敗したと誤って認識されていた。
司令官は、アメリカは4月28日に人間を宇宙に送ることを計画していると報告した。私は彼に、彼らが我々よりも先に人間を打ち上げることはないだろうと言った。というのも、3月24日に彼らは大きな失敗をしていたからだ。「マーキュリー」宇宙船はロケットから分離できず、海中に沈んでいたのだ。—ニコライ・カマニン (Nikolai Kamanin)、Hidden space//Year 1961//April 7